# Sint-Vincentius a Paulokerk (Branst)

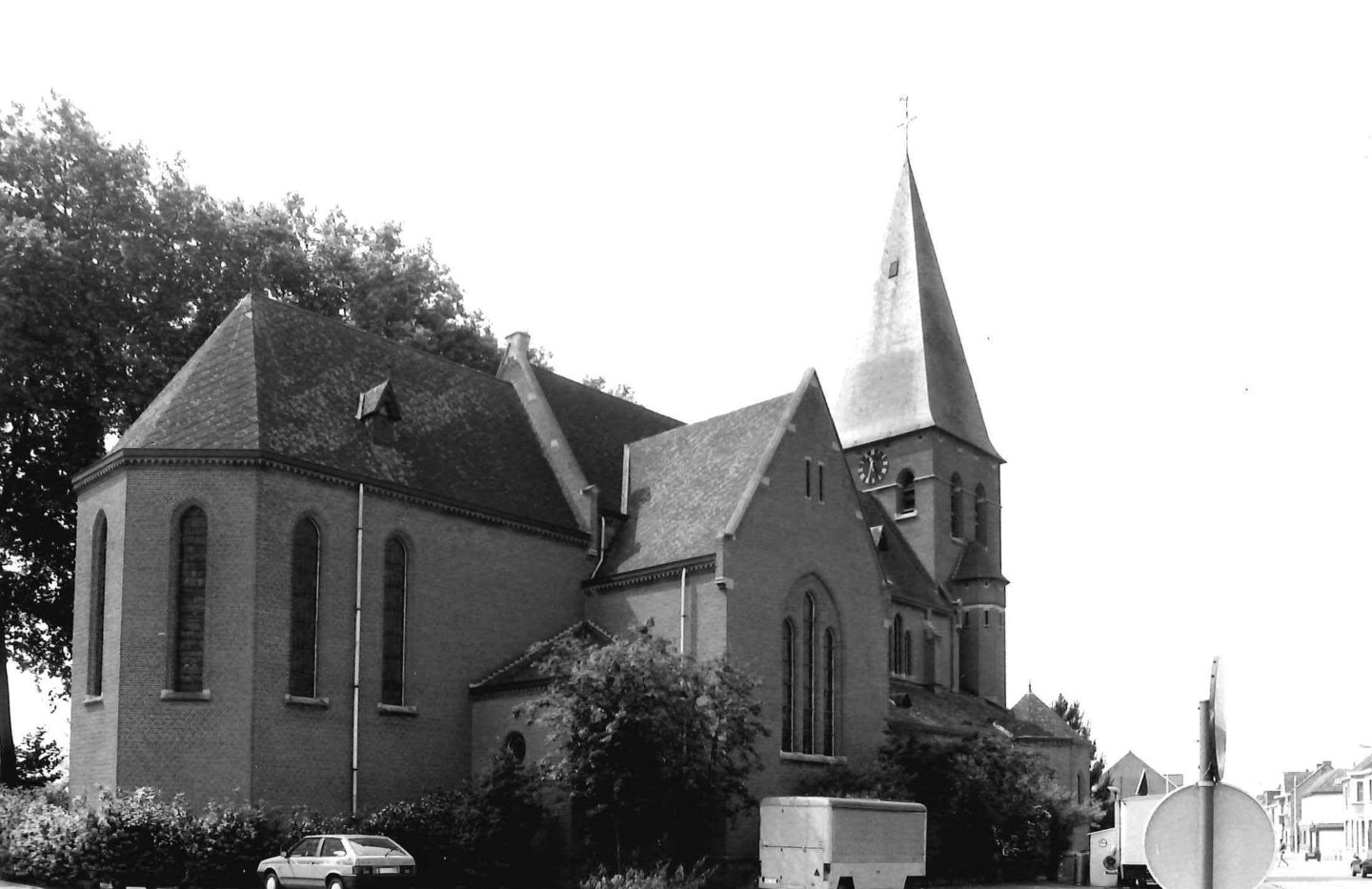
Sint-Vincentius a Paulokerk

De Sint-Vincentius a Paulokerk is de parochiekerk van de tot de Antwerpse gemeente Bornem behorende plaats Branst, gelegen aan Luipegem 189.

## Geschiedenis
In 1880 werd in Branst een kapel gebouwd die als voorlopige kerk gebruikt werd en tevens als schoollokaal dienst deed. In 1894-1895 werd Branst erkend als hulpparochie van Bornem. Van 1898-1900 bouwde men een definitieve kerk, naar ontwerp van Léonard Blomme.
In 2021 werd de kerk ontwijd.

## Gebouw
Het betreft een georiënteerde bakstenen basilicale kruiskerk in neogotische stijl met driezijdig afgesloten koor en ingebouwde westtoren. Het interieur wordt overkluisd door een kruisribgewelf en het kerkmeubilair is neogotisch.